# اسید لینولئیک
اسید لینولئیک (به انگلیسی: Linoleic acid) یک اسید چرب با فرمول شیمیایی C۱۸H۳۲O۲ است. شکل ظاهری این ترکیب، روغن بی‌رنگ است.
لینولئیک اسید متعلق به یکی از دو خانواده اسیدهای چرب ضروری است. این یعنی خود بدن نمی‌تواند آن را سنتز کند و باید آن را از غذاها به دست آورد. در یک رژیم غذایی میزان مناسب این اسید چرب ضروری است. در پژوهش‌هایی که روی موش‌های آزمایشگاهی انجام شد، میزان کم این اسیدچرب سبب ریزش موها، پوسته پوسته شدن پوست و تاخیر در بهبود زخم‌ها مشاهده شد و نقطه ذوب آن منفی ۱۷ درجه سلسیوس است.
اسید لینولئیک چربی غیر اشباع چندگانه اسید چرب امگا ۶  است. این مایع بی‌رنگ است و در آب، نامحلول می‌باشد. مصرف این اسید با کاهش خطر بیماری قلبی-عروقی، دیابت و مرگ زودرس مرتبط است. انجمن قلب آمریکا به مردم توصیه می کند که برای کاهش خطر بیماری قلبی-عروقی، چربی اشباع‌شده را با اسید لینولئیک جایگزین کنند.
سوسک‌ها و به طور کلی سوسریان پس از مرگ اسید اولئیک و لینولئیک ترشح می‌کنند که همین موضوع پیامی است به دیگر سوسک‌ها مبنی بر دوری جستن از محل خطر. این شبیه همان سازوکاری است که در مورچه‌ها و زنبورها نیز یافت می‌شود و این حشرات، پس از مرگ، اسید اولئیک را آزاد می‌کنند.